# Conflicto socioambiental en Punta de Fraile
El conflicto socioambiental en Punta de Fraile hace referencia a uno de los conflictos ambientales de Chile, el cual tiene lugar en la comuna de Algarrobo, Región de Valparaíso.
El conflicto gira en torno a la tramitación de un proyecto inmobiliario a realizarse en Punta de Fraile (también conocido por las comunidades indígenas locales como Pillan Wechun), una península ubicada de forma continua al Parque Canelo-Canelillo y cercana a dos Santuarios de la Naturaleza: el Santuario de la Naturaleza Islote Pájaros Niños, situado frente a la península en el Océano Pacífico, y el Santuario de la Naturaleza Islote o Peñón Peñablanca, ubicado junto al parque. La península es considerada un pulmón verde y uno de los últimos espacios no urbanizados del litoral de Algarrobo, reconocido por su alto valor paisajístico, natural y cultural.

## Historia
En el año 2000, debido a su belleza escénica y gracias a una larga lucha ciudadana, Punta de Fraile fue declarada Zona Típica por el Ministerio de Educación mediante el Decreto Exento N.º 212, en conjunto con el Parque Canelo-Canelillo y el Islote Pájaros Niños. No obstante, en 2001, los límites de esta categoría de protección fueron modificados, dejando fuera a Punta de Fraile del área protegida. Según los registros, esta exclusión respondió a la necesidad de “tener en cuenta los planteamientos de desarrollo urbano establecidos para el sector Punta de Fraile por la I. Municipalidad de Algarrobo”.
El proyecto inmobiliario en cuestión, denominado “La Puntilla”, es desarrollado por Tánica Inmobiliaria S.A. (también representada por Transinmobiliaria S.A en procedimientos formales) y contempla la construcción de ocho torres de edificios y 28 casas, con un total de 352 departamentos y 554 estacionamientos, abarcando una superficie de 8,8 hectáreas.Estas obras se sumarían a los 7 edificios que ya se han construido en la península, los cuales según el movimiento Defensa Punta Fraile restaron para siempre el valor paisajístico de la cual gozaba la playa el Canelillo. En noviembre de 2022, el anteproyecto fue aprobado por la Dirección de Obras Municipales de la Municipalidad de Algarrobo.
La comunidad local, encabezada por el movimiento Defensa Punta Fraile y por las comunidades del pueblo Chango de Algarrobo, ha desplegado diversas acciones orientadas a proteger la península. Estas iniciativas se han centrado principalmente en influir en la política local y en los instrumentos de planificación territorial, con el objetivo de modificar el uso de suelo del sector en el Plan Regulador Comunal. El objetivo de la comunidad organizada es cambiar el uso de suelo de “Zona de Hotelería y Turismo” de Punta de Fraile por “Zona de área verde – Parque”, igualándola a la zonificación del Parque Canelo-Canelillo. Este cambio busca limitar el avance inmobiliario y preservar a Punta de Fraile como un importante pulmón verde para la comuna.
El 13 de diciembre de 2023, tras más de un año desde la presentación de la propuesta comunitaria para modificar el Plan Regulador Comunal, el Concejo Municipal de Algarrobo tomó una decisión trascendental al votar a favor del cambio de uso de suelo de Punta de Fraile, designándola en su totalidad como “Zona de área verde-parque”.Este logro representa un paso significativo en los esfuerzos por proteger el patrimonio natural y cultural de la península.

## Patrimonio natural afectado
Punta de Fraile está dentro del hotspot de biodiversidad de Chile central, el cual alberga una destacada riqueza de flora y fauna. Según un estudio de la consultora Orbe, la península contiene 55 especies de plantas nativas, de las cuales 35 (65%) son endémicas de Chile. En el área boscosa, donde predomina la presencia del pino (Pinus radiata), una especie exótica, se encuentran ejemplares de hitigu (Myrceugenia rufa) junto con otros árboles y arbustos esclerófilos. En el suelo del bosque es posible vislumbrar coloridas especies de flores como la añañuca de fuego (Phycella cyrtanthoides), el lirio costero (Alstroemeria hookeri) y la flor del bigote (Bipinnula fimbriata), mientras que la flor de águila (Alstroemeria pulchra), en peligro de extinción, puede encontrarse ocasionalmente.
En el matorral xerófilo, característico de áreas más abiertas, destacan el quisco (Trichocereus chiloensis), el chagualillo (Puya venusta), el coliguay (Colliguaja odorifera), el pingo-pingo (Ephedra chilensis) y la oreja de zorro (Aristolochia chilensis), conocida por su estrategia de polinización que consiste en atrapar insectos dentro de sus flores durante varias horas para asegurar la transferencia de polen.
La fauna terrestre incluye reptiles como lagartijas y culebras que habitan las rocas y arenas del borde costero, así como el cururo (Spalacopus cyanus), un roedor endémico de Chile que excava madrigueras. En la interfaz entre tierra y mar, el chungungo (Lontra felina), o “gato de mar”, es frecuentemente avistado en la península, donde encuentra refugio.
Punta de Fraile es también un refugio para una amplia variedad de aves residentes. Entre las especies presentes destacan el cachudito (Anairetes parulus), el chercán (Troglodytes aedon), el picaflor chico (Sephanoides sephaniodes), el rayadito (Aphrastura spinicauda), el jilguero (Sicalis luteola), el chincol (Zonotrichia capensis), la diuca (Diuca diuca), el diucón (Xolmis pyrope), el zorzal (Turdus falcklandii) y la loica (Leistes loyca). Entre las aves de mayor envergadura se encuentran el jote (Cathartes aura), el tiuque (Milvago chimango) y, ocasionalmente, el tucúquere (Bubo magellanicus), el aguilucho (Geranoaetus polyosoma) y el peuco (Parabuteo unicinctus).
La península se encuentra próxima al Santuario de la Naturaleza Islote Pájaros Niños y al Santuario Islote o Peñón Peñablanca, ecosistemas de gran importancia que albergan más de 20 especies de aves marinas y migratorias, incluidas colonias de pingüinos de Humboldt (Spheniscus humboldti) y de Magallanes (Spheniscus magellanicus).
El proyecto inmobiliario proyectado en Punta de Fraile ha generado visiones divergentes respecto a su impacto. Desde la inmobiliaria se argumenta que el desarrollo incluiría medidas como la fitorestauración de áreas erosionadas, el rescate de especies nativas y la plantación de flora de bajo consumo hídrico adaptada al ecosistema local.Por su parte, organizaciones ambientales expresan preocupación por los efectos adversos, como la reducción de espacios para nidificación, descanso y alimentación de la fauna, el desplazamiento de especies hacia otras áreas, la contaminación y, en definitiva, la alteración de las conexiones ecológicas entre Punta de Fraile y ecosistemas vecinos como el Parque Canelo-Canelillo y los santuarios cercanos, los cuales son esenciales para la fauna local.

## Patrimonio cultural afectado
Punta de Fraile alberga un importante patrimonio histórico y arqueológico, que incluye vestigios como piedras tacitas y megalitos, los cuales dan cuenta del uso ritual que ha tenido el territorio en el pasado. También existen antecedentes del uso del Islote Pájaros Niños como sitio funerario. Si bien muchos de estos vestigios habrían sido destruidos o saqueados con la construcción de la Cofradía Náutica del Pacífico, la comunidad indígena y los habitantes de Algarrobo reconocen el carácter sagrado de este espacio.
El 12 de octubre de 2020, la comunidad chango lafkenche Tralka L’afken’ recuperó simbólicamente Punta de Fraile como sitio ceremonial, otorgándole el nombre de Pillan Wechun ('península sagrada o ceremonial' en mapudungún) para visibilizar su importancia ancestral. Desde entonces, la comunidad chango lafkenche Tralka L’afken’ ha llevado a cabo ceremonias en este espacio, incluyendo la participación de agrupaciones indígenas provenientes de localidades entre San Antonio y Valparaíso, buscando preservar su uso tradicional como ngillatuwe (sitio ceremonial). Sin embargo, en marzo de 2022, el cierre perimetral realizado por Tánica Inmobiliaria S.A., propietaria actual del predio, restringió el acceso a este espacio, dificultando así la continuidad de estas prácticas culturales.
En febrero de 2022, el movimiento Defensa Punta Fraile presentó un informe ante el Consejo de Monumentos Nacionales, solicitando la declaración de Punta de Fraile como Monumento Histórico. Este informe, elaborado por diversos profesionales, fue respaldado por organizaciones ambientales de la comuna como el Comité Ambiental Comunal de Algarrobo, Movimiento Ciudadano Rescate Pingüino, comunidad chango lafkenche Tralka l’afken’, Movimiento No al Rabanal y Fundación Tunquén Sustentable.
Ese mismo mes, representantes de la agrupación chango y lafkenche Tralka L’afken’,y miembros del movimiento Defensa Punta Fraile se reunieron con el entonces alcalde José Luis Yáñez, la Dirección de Obras Municipales y un asesor urbano para informar sobre hallazgos arqueológicos encontrados luego de una prospección arqueológica comunitaria realizada en enero del mismo año, así como también entregar antecedentes sobre registros históricos y elementos de valor patrimonial cultural inmaterial presentes en Punta de Fraile.Estas acciones, que combinan esfuerzos comunitarios y profesionales, buscan no solo proteger el sitio de la urbanización, sino también resguardar un espacio clave para la identidad cultural y la memoria histórica de Algarrobo.

## Principales hitos
El primer antecedente relacionado con la posible ejecución del proyecto inmobiliario en Punta de Fraile se remonta al año 2001, cuando esta área, que había sido declarada Zona Típica en el año 2000 por el Ministerio de Educación bajo la Ley de Monumentos Nacionales, fue excluida de dicha categoría mediante el Decreto N°104.La declaración original como Zona Típica permitía proteger a Punta de Fraile del desarrollo urbano, pues consideraba su alto valor patrimonial, el cual lo llevó a recibir esta figura de protección. Sin embargo, su desafectación se argumentó en función de los planteamientos de desarrollo urbano establecidos por el municipio, lo que resultó en la modificación de los límites del área protegida.Como consecuencia, se permitió el diseño y la construcción de nuevas edificaciones, además del embarcadero de la Cofradía Náutica del Pacífico, construido en 1977. Hasta la fecha, se han levantado siete edificios en la península.
En marzo de 2022, la comunidad denunció el cierre perimetral de Punta de Fraile por parte de Tánica Inmobiliaria S.A., propietaria del predio, y realizó una manifestación frente al edificio municipal. En ese mismo mes, el movimiento Defensa Punta Fraile ingresó al municipio una propuesta ciudadana para modificar el uso de suelo en el Plan Regulador Comunal del sector Punta de Fraile, también conocido como Pillan Wechun.Esta propuesta se amparó en el artículo 28 nonies de la Ley General de Urbanismo, que permite a los particulares iniciar procesos de modificación de instrumentos de planificación territorial:

"Los particulares podrán proponer nuevos instrumentos de planificación territorial o modificaciones de los existentes solamente mediante presentaciones formales realizadas en ejercicio del derecho de petición consagrado en el numeral 14 del artículo 19 de la Constitución Política de la República. La autoridad que promueva un nuevo instrumento o una modificación del instrumento deberá mencionar expresamente las solicitudes planteadas por particulares que se relacionen directamente con su propuesta.

Los particulares podrán acompañar antecedentes para fundamentar nuevos instrumentos de planificación territorial o sus modificaciones, siempre que en ellos se consigne con claridad quién los presenta, quién los elaboró y a qué título. Dichos antecedentes sólo podrán ser considerados por los órganos administrativos si se cumple con lo anterior y son aprobados por un órgano del Estado.”
Decreto Nº458 Aprueba nueva Ley General de Urbanismo y Construcciones. Artículo 28 nonies, Intervención de particulares en la elaboración y aprobación de los instrumentos de planificación territorial.

Elaborada con la colaboración de profesionales, entre ellos una arquitecta, una geóloga y un antropólogo, la propuesta fue respaldada por 1.700 firmas ciudadanas y contó con el apoyo de diversas organizaciones locales, como Fundación Tunquén Sustentable, el Comité Ambiental Comunal de Algarrobo, Movimiento Ciudadano Rescate Pingüino, Agrupación Cheliche, Agrupación Folclórica Anticheo, Sindicato independiente de Pescadores, Junta de Vecinos la Rinconada y la comunidad chango lafkenche Tralka l’afken’.
En julio de 2022, la Municipalidad de Algarrobo presentó a la comunidad tres propuestas de cambio de uso de suelo en la zona, donde solo una de ellas proponía clasificar la totalidad de Punta de Fraile como área verde. Posteriormente, el proceso de observaciones ciudadanas, liderado por el movimiento Defensa Punta Fraile, presentó un respaldo significativo de la comunidad local: en noviembre de ese año, se entregaron más de 2.000 observaciones al municipio, destacando este proceso como un hito inédito en la participación ciudadana a nivel nacional.
A pesar de estos avances, en noviembre de 2022, la Dirección de Obras Municipales de Algarrobo aprobó el anteproyecto de Tánica Inmobiliaria, el cual había sido presentado por la empresa en junio de ese mismo año. En respuesta, en abril de 2023, la comunidad envió una carta al alcalde solicitando el congelamiento de los permisos municipales para el proyecto. Este llamado se sustentó en la existencia de dos procesos formales pendientes de resolución: la solicitud de cambio de uso de suelo en el Plan Regulador Comunal y el expediente presentado al Consejo de Monumentos Nacionales para declarar a Punta de Fraile y el Islote Pájaros Niños como Monumentos Históricos.
Finalmente, el 13 de diciembre de 2023, tras más de un año de tramitaciones, el Concejo Municipal de Algarrobo tomó una decisión trascendental al votar a favor del cambio de uso de suelo de Punta de Fraile, designándola en su totalidad como “Zona de área verde-parque”. Este logro representa un paso significativo en los esfuerzos por proteger el patrimonio natural y cultural de la península.